# پنوعاقل
پنوعاقل (به انگلیسی: Pano Akil) یک منطقهٔ مسکونی در پاکستان است که در ایالت سند واقع شده‌است. پنوعاقل ۳٬۱۹۳ کیلومتر مربع مساحت دارد.